# Paul Vadder
Paul Vadder (* 10. Dezember 1933 in Munster) ist ein ehemaliger deutscher Radrennfahrer und nationaler Meister im Radsport.

## Sportliche Laufbahn
Vadder war Bahnradsportler. Er gewann 1954 den nationalen Titel im Zweier-Mannschaftsfahren der Amateure mit Manfred Donicke als Partner. Er startete für den Verein RV Staubwolke Refrath.
Von 1955 bis 1960 war er Berufsfahrer. Er begann seine Profikarriere im Radsportteam Express.

## Familiäres
Sein Sohn Sven Vadder war in den 1980er Jahren ebenfalls Bahnradsportler. An der Seite von Axel Schmidt wurde er 1984 Dritter der Deutschen Meisterschaft im Zweier-Mannschaftsfahren der Amateure.